# 2001 en handball
| Années du handball : 1998 - 1999 - 2000 - 2001 - 2002 - 2003 - 2004    |
| Décennies du handball : 1970 - 1980 - 1990 - 2000 - 2010 - 2020 - 2030 |

Cet article présente les faits marquants de l'année 2001 en handball.

## Par compétitions

### Championnat du monde masculin
La 17e édition du Championnat du monde masculin a eu lieu en France du 23 janvier au 4 février 2001.
|                          | France                    |
|                          | Médaille d'or, monde      |
| Suède                    |                           |
| Médaille d'argent, monde | Yougoslavie               |
| Médaille d'argent, monde | Médaille de bronze, monde |

À l'issue du tournoi, l'équipe type a été désignée :
- Meilleur joueur : Stefan Lövgren,  Suède
- Meilleur gardien de but : David Barrufet,  Espagne
- Meilleur ailier gauche : Édouard Kokcharov,  Russie
- Meilleur arrière gauche: Stefan Lövgren,  Suède
- Meilleur demi-centre : Hussein Zaky,  Égypte
- Meilleur pivot : Bertrand Gille,  France
- Meilleur arrière droit : Yoon Kyung-shin,  Corée du Sud
- Meilleur ailier droit : Žikica Milosavljević (de),  RF Yougoslavie

### Championnat du monde féminin
La 15e édition du Championnat du monde féminin a lieu en Italie du 4 au 16 décembre 2001.
|                          | Russie                    |
|                          | Médaille d'or, monde      |
| Norvège                  |                           |
| Médaille d'argent, monde | Yougoslavie               |
| Médaille d'argent, monde | Médaille de bronze, monde |

À l'issue du tournoi, l'équipe type du tournoi a été désignée,,,, :
- meilleure joueuse : non décerné
- meilleure gardienne : Cecilie Leganger,  Norvège
- meilleure ailière gauche : Maja Savić,  RF Yougoslavie
- meilleure arrière gauche : Leila Lejeune,  France
- meilleure demi-centre : Irina Poltoratskaïa,  Russie
- meilleure pivot : Lioudmila Bodnieva,  Russie
- meilleure arrière droite : Mette Vestergaard,  Danemark
- meilleure ailière droite : Beatrix Balogh,  Hongrie

## Meilleurs handballeurs de l'année 2001
En février 2002, la liste des nommés est dévoilée par l'IHF, les lecteurs de « World Handball Magazine », la revue de l'IHF, ayant jusqu'au 1er avril pour voter. En juillet 2002, les résultats de l'élection des meilleurs handballeurs de l'année 2001 ont été dévoilés par l'IHF, :
| Rang | Joueuse                 | Nationalité | Club(s)                          | Poste            | Votes |
| ---- | ----------------------- | ----------- | -------------------------------- | ---------------- | ----- |
| 1    | Cecilie Leganger        | Norvège     | Bækkelagets SK et Tertnes Bergen | Gardienne de but | 39 %  |
| 2    | Chao Zhai               | Chine       | Randers HK                       | Demi-centre      | 31 %  |
| 3    | Natalia Morskova        | Espagne     | BM El Osito L’Eliana             | Arrière gauche   | 10 %  |
| 4    | Leila Lejeune Duchemann | France      | HB Metz métropole                | Arrière gauche   | 7 %   |
| 5    | Lioudmila Bodnieva      | Russie      | Volgograd Akva                   | Pivot            | 4 %   |
| 6    | Lotte Kiærskou          | Danemark    | Frederikshavn fI et Viborg HK    | Demi-centre      | 3 %   |
| 7    | Bojana Radulovics       | Hongrie     | Dunaferr NK                      | Arrière droite   | 2     |
| 7    | Beatrix Balogh          | Hongrie     | Dunaferr NK et Hypo NÖ           | Ailière droite   | 2     |
| 9    | Ausra Fridrikas         | Autriche    | Bækkelagets SK                   | Arrière gauche   | 1 %   |
| 9    | Grit Jurack             | Allemagne   | HC Leipzig et Ikast Elite HB     | Arrière droite   | 1 %   |

| Rang | Joueur              | Nationalité    | Club(s)                   | Poste          | Votes |
| ---- | ------------------- | -------------- | ------------------------- | -------------- | ----- |
| 1    | Yoon Kyung-shin     | Corée du Sud   | VfL Gummersbach           | Arrière droit  | 35 %  |
| 2    | David Barrufet      | Espagne        | FC Barcelone              | Gardien de but | 27 %  |
| 3    | Stefan Lövgren      | Suède          | THW Kiel                  | Arrière gauche | 9 %   |
| 4    | Dragan Škrbić       | RF Yougoslavie | HSG Nordhorn              | Pivot          | 8 %   |
| 5    | Jackson Richardson  | France         | PSA Pampelune             | Demi-centre    | 6 %   |
| 6    | Markus Baur         | Allemagne      | HSG Wetzlar et TBV Lemgo  | Demi-centre    | 3 %   |
| 7    | Édouard Kokcharov   | Russie         | RK Celje                  | Ailier gauche  | 2 %   |
| 7    | Hussein Zaky        | Égypte         | Zamalek SC                | Demi-centre    | 2 %   |
| 7    | Ólafur Stefánsson   | Islande        | SC Magdebourg             | Arrière droit  | 2 %   |
| 7    | Glenn Solberg       | Norvège        | HSG Nordhorn              | Demi-centre    | 2 %   |
| 11   | Petar Metličić      | Croatie        | RK Metković               | Arrière droit  | 1 %   |
| 11   | Christian Schwarzer | Allemagne      | FC Barcelone et TBV Lemgo | Pivot          | 1 %   |
| 11   | Daniel Stephan      | Allemagne      | TBV Lemgo                 | Arrière gauche | 1 %   |
| 11   | Magnus Wislander    | Suède          | THW Kiel                  | Demi-centre    | 1 %   |

## Bilan de la saison 2000-2001 en club

### Coupes d'Europe (clubs)
| Compétition              | Vainqueur              | Finaliste         | Score   |
| ------------------------ | ---------------------- | ----------------- | ------- |
| Ligue des champions (C1) | PSA Pampelune          | FC Barcelone      | 55 – 46 |
| Coupe des coupes (C2)    | SG Flensburg-Handewitt | CB Ademar León    | 51 – 49 |
| Coupe de l'EHF (C3)      | SC Magdebourg          | RK Metković Jambo | 53 – 49 |
| Coupe Challenge (C4)     | RK Jugović Kać         | Pfadi Winterthur  | 53 – 49 |

| Compétition              | Vainqueur       | Finaliste           | Score   |
| ------------------------ | --------------- | ------------------- | ------- |
| Ligue des champions (C1) | Krim Ljubljana  | Viborg HK           | 47 – 41 |
| Coupe des coupes (C2)    | Motor Zaporijia | Nordstrand IF       | 49 – 38 |
| Coupe de l'EHF (C3)      | MKS Lublin      | Podravka Koprivnica | 52 – 45 |
| Coupe Challenge (C4)     | HBC Nîmes       | Split Kaltenberg    | 40 – 34 |

### Championnats européens
Les vainqueurs des championnats européens sont :
| Pays           | Champion                 |
| -------------- | ------------------------ |
| Allemagne      | SC Magdebourg            |
| Autriche       | Bregenz Handball         |
| Belgique       | HC Eynatten              |
| Croatie        | RK Zagreb                |
| Danemark       | KIF Kolding              |
| Espagne        | Ademar León              |
| France         | Montpellier Handball     |
| Hongrie        | Veszprém KSE             |
| Italie         | Pallamano Trieste        |
| Norvège        | Sandefjord TIF           |
| Pologne        | Wybrzeże Gdańsk          |
| Roumanie       | Steaua Bucarest          |
| Russie         | CSKA Moscou              |
| Slovénie       | RK Celje                 |
| Suisse         | TSV St. Otmar Saint-Gall |
| RF Yougoslavie | RK Lovćen Cetinje        |

| Pays           | Champion              |
| -------------- | --------------------- |
| Allemagne      | TV Lützellinden       |
| Autriche       | Hypo Niederösterreich |
| Belgique       | Fémina Visé           |
| Croatie        | Podravka Koprivnica   |
| Danemark       | Viborg HK             |
| Espagne        | BM El Osito L’Eliana  |
| France         | ES Besançon           |
| Hongrie        | Dunaferr NK           |
| Italie         | Pidigi Dossobuono     |
| Norvège        | Larvik HK             |
| Pologne        | Montex Lublin         |
| Roumanie       | Silcotub Zalău        |
| Russie         | Akva Volgograd        |
| Slovénie       | RK Krim               |
| Suisse         | Spono Nottwil Lucerne |
| RF Yougoslavie | Budućnost Podgorica   |

#### Saison 2000-2001 en France
| Compétition                 | Vainqueur            | Second               | Score   |
| --------------------------- | -------------------- | -------------------- | ------- |
| Championnat de France masc. | SO Chambéry          | Montpellier Handball | –       |
| Coupe de France masc.       | Montpellier Handball | PSG-Asnières         | 30 – 26 |
| Championnat de France fém.  | ES Besançon          | ASPTT Metz           | –       |
| Coupe de France fém.        | ES Besançon          | ASPTT Metz           | 28 – 23 |